# Alan Martin (piłkarz)
Alan Andrew Martin (ur. 1 stycznia 1989 w Glasgow) – szkocki piłkarz występujący na pozycji bramkarza. Zawodnik klubu Manchester 62.

## Kariera klubowa
Alan Martin zawodową karierę rozpoczął w 2006 w szkockim klubie Motherwell, jednak pełnił tam rolę trzeciego bramkarza. W czerwcu 2007 Maurice Malpas ujawnił, że jego podopieczny przebywa na testach w zespole Rangers, jednak Martin pozostał ostatecznie w Motherwell. 31 sierpnia 2007 Martin trafił do Leeds United. Tam również musiał zadowolić się rolą rezerwowego, ponieważ podstawowym golkiperem w drużynie był Duńczyk Casper Ankergren, a jego zmiennikiem David Lucas.
W 2008 Martin został wypożyczony do zespołu Barrow. Do końca sezonu rozegrał dla niego 20 ligowych meczów, został także między innymi wybrany najlepszym piłkarzem meczu Pucharu Anglii z Middlesbrough. W 2009 również na zasadzie wypożyczenia Szkot trafił do Accrington Stanley, gdzie miał grać do stycznia 2010. 27 października 2009 z powodu kontuzji Shane’a Higgsa i powrotu Franka Fieldinga do Blackburn Rovers Martin powrócił do Leeds. Pod nieobecność kontuzjowanego Higgsa został zmiennikiem Caspera Ankergrena. Miesiąc później do Leeds wypożyczono z Liverpoolu Davida Martina, który zajął miejsce Alana Martina na ławce rezerwowych. W sezonie 2009/2010 Leeds awansowało do Championship.
4 sierpnia 2010 Martina po raz drugi w karierze wypożyczono do Barrow.
W lipcu 2011 przeszedł na zasadzie wolnego transferu do Crewe Alexandra.

## Kariera reprezentacyjna
Martin ma za sobą występy w młodzieżowych reprezentacjach Szkocji. W listopadzie 2008 roku w spotkaniu z Irlandią Północną zadebiutował w kadrze do lat 21, jednak z powodu kontuzji zagrał wówczas tylko 19 minut.